# ヘキサカルボニルバナジウム
ヘキサカルボニルバナジウム (英: hexacarbonylvanadium)、またはバナジウムカルボニル (英: vanadium carbonyl) とは、化学式が V(CO)6 と表される金属カルボニルである。反応性が高く、理論的、学術的に注目すべき性質を持つ。ホモレプティックな金属カルボニルでは珍しく、常磁性かつ単離が可能である。Mx(CO)y と表されるほとんどの金属カルボニルが18電子則に従うのに対し、V(CO)6 が持つ価電子は17個である。

## 合成
古典的な手法において V(CO)6 は、[V(CO)6]- を中間体として経由する二段階反応で合成される。まず VCl3 を200気圧の一酸化炭素のもと、160 °Cにおいて金属ナトリウムにより還元する。この還元反応の溶媒は通常ジグリムが用いられる。ジグリムは、クラウンエーテルと同様にナトリウム塩を可溶化させる。
{\displaystyle {\ce {{4Na}+{VCl3}+{6CO}+2{\mathit {diglyme}}}}}
{\displaystyle {\ce {->\ {[Na({\mathit {diglyme}})2][V(CO)6]}+3NaCl}}}
この反応を低圧で行う方法も開発されている。

## 反応
V(CO)6 は、熱的に弱いバナジウム錯体への前駆体として重要である。まずモノアニオン [V(CO)6]- へ還元してさまざまな V(-1) 化合物へ誘導できる。また、ホスフィンによる置換反応も容易であり、このときの生成物はしばしば不均化を起こす。
V(CO)6 は、シクロペンタジエニルアニオンと反応して橙色の錯体 (C5H5)V(CO)4（融点136 °C）を与える。イオン性に乏しい多くの有機金属化合物のように、このハーフサンドイッチ型錯体は揮発性である。かつては C5H5- の供給源として、C5H5HgCl が用いられた。

## 構造
V(CO)6 の構造は八面体形である。高分解能X線結晶構造解析によると、4個のエカトリアル位の配位子との結合距離が2.005(2) Å、2個のアキシャル位の配位子との結合距離が1.993(2) Åとなっておりわずかに歪んでいる。このゆがみはヤーン・テラー効果によるものといわれる。

## 参考となる文献
- Original synthesis: Calderazzo, F.; Ercoli, R., "Synthesis of V(CO)6 and Hexacarbonyl Vanadates" Chimica e l'Industria 1962, volume 44, 990-6.